# Gregorio IX
Gregorio IX (Anagni, ca. 1170-Roma, 22 de agosto de 1241) fue el papa 178.º de la Iglesia católica de 1227 a 1241.

## Biografía
De nombre Ugolino de Segni, era sobrino del papa Inocencio III quien le fue nombrando sucesivamente, capellán papal, arcipreste de San Pedro, cardenal diácono de San Eustaquio en 1198 y cardenal obispo de Ostia y Velletri en 1206.
En 1207, Inocencio III lo envió como legado papal al Sacro Imperio Romano Germánico con la misión de mediar en la disputa sucesoria que surgió a raíz de la muerte de Enrique VI.
En 1217, bajo el pontificado de Honorio III, ejerce como delegado plenipotenciario para Lombardía y Toscana donde predicó la Sexta Cruzada.
Elegido papa el 19 de marzo de 1227, tras renunciar a la tiara el cardenal Conrado de Urach que había sido elegido como primera opción, adoptó el nombre de Gregorio IX. Contaba en ese momento cincuenta y siete años y su pontificado se extendió durante catorce años, hasta su muerte a los setenta y un años de edad.

## Enfrentamiento con el Sacro Imperio Romano Germánico
Su primera medida como pontífice fue la excomunión del emperador Federico II por las continuas demoras en su participación en la Sexta Cruzada. Esta excomunión hizo que los partidarios del emperador se alzaran contra Gregorio IX, obligándolo a abandonar Roma para refugiarse en Viterbo y posteriormente en Perugia.
Federico II decide entonces, para probar la injusticia de su excomunión, dirigirse a Tierra Santa, hacia donde parte sin la bendición papal, en 1228, al frente de un reducido ejército que, sin embargo, logró conquistar la isla de Chipre y hacerse, en 1229 mediante un acuerdo diplomático, con Jerusalén, Belén y Nazaret.
Gregorio IX no responde con la absolución de Federico, sino que declara que las acciones del emperador en Tierra Santa no pueden calificarse como guerra santa al continuar excomulgado, y procede a liberar a los cruzados del voto de obediencia al emperador, quien se vio obligado a regresar al conocer que el papa, junto a la Liga Lombarda, estaba invadiendo su reino de Sicilia.
Tras desembarcar en Brindisi, Federico II logra derrotar a las fuerzas pontificias y lombardas, expulsándolas de los territorios imperiales y firmando, en 1230, la Paz de San Germano por la que, a cambio de que el papa, revocara su excomunión, el emperador aseguraba a la Iglesia sus posesiones territoriales.
La Paz de San Germano no duró mucho, ya que con las distintas formas de concebir el papado que tenían Gregorio IX y Federico II, un nuevo enfrentamiento era ineludible. El momento llegó en 1237, cuando las tropas imperiales derrotaron a la liga lombarda en la Batalla de Cortenueva y el papa  encontró la excusa apropiada para volver a excomulgar a Federico II en 1239.
Inmediatamente, ordenó una cruzada contra el emperador, intentó infructuosamente que los príncipes alemanes eligieran un nuevo rey y convocó un concilio en Roma para celebrarlo en 1241.
Federico II anunció por su parte su oposición total a la celebración de un concilio que, convocado por el papa, no tenía otra motivación que la de su deposición y sustitución, por lo que ordenó a sus tropas que apresaran a todos los que viajaran a Roma con la intención de participar en el mismo.
La detención y encarcelamiento de más de cien clérigos impidió la celebración del concilio y, poco después, el 22 de agosto de 1241, fallecía Gregorio IX a la de edad de setenta y un años.

## Otras realizaciones

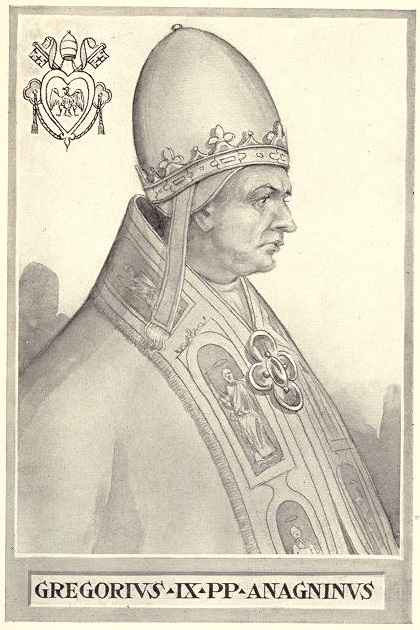
Gregorius IX PP Anagninus. Ilustración de Artaud de Montor

Gregorio IX, mediante la publicación en 1231 de la bula papal Excommunicamus, estableció formalmente el  proceso de investigación y castigo que se haría de los herejes, proceso llamado de la Inquisición, haciéndola depender directamente del pontífice, nombrando a los dominicos como inquisidores y estableciendo que los herejes fueran entregados al brazo secular para su castigo. 
Previamente, había negociado una solución para la huelga estudiantil que tuvo lugar en 1229 en la Universidad de París.
Fue uno de los mejores amigos de san Francisco de Asís. Tanto, que fue nombrado como el primer protector de la Orden Franciscana. Todos los frailes recurrían a él ante cualquier necesidad o problema. San Francisco le profetizó que sería papa, aun cuando este era cardenal y obispo de Ostia.
Canonizó a san Francisco de Asís el 16 de julio de 1228, a santo Domingo el 8 de julio de 1234, y a san Antonio de Padua en mayo de 1232.
Otorgó a la expedición de Conquista de Ibiza y Formentera empresa de Guillem de Montgrí y Bernat de Santa Eugenia de Berga el título de cruzada en una bula del 24 de abril de 1235. Y promulgó otra bula en febrero de 1237,  donde otorgaba a la campaña contra el Valencia también carácter de cruzada.

## En la cultura popular
Las profecías de san Malaquías se refieren a este papa como Avis ostiensis (El ave de Ostia), cita que hace referencia al hecho de que fue cardenal de Ostia antes de su elección como pontífice y a que en su escudo de armas aparece un ave.